# Levorfanol
Levorfanolul este un analgezic opioid sintetic, derivat de morfinan, utilizat în tratamentul durerilor moderate până la severe. Substanța a fost descoperită în Germania în anul 1946.

## Farmacologie
Levorfanolul este în principal un agonist al receptorilor opioizi μ (MOR), δ (DOR), κ (KOR) și al receptorilor pentru nociceptină (NOP), dar acționează și ca antagonist al receptorilor NMDA și este un inhibitor ar recaptării de serotonină și noradrenalină (SNRI).